# 漫长的余生
《漫长的余生：一个北魏宫女和她的时代》是北京大学历史学系教授罗新2022年出版的书籍。以类似小说的语言，叙述北魏宫女王钟儿和她的时代。

## 内容
王钟儿是南朝宋一个中下层官僚的女儿，生于439年（北魏太武帝太延五年，宋文帝元嘉十六年），24岁时出嫁，家住汝南（郡治玄瓠城，现汝南县）。宋明帝466年在义嘉之乱中胜利后，徐州刺史薛安都、司州刺史常珍奇降附北魏，此后常珍奇依仗玄瓠城叛魏南归，被北魏打败。王钟儿也被北魏军队掳掠至平城（今山西大同市），沦为卑贱的官奴婢，时年30岁。王钟儿在北魏皇宫里度过了56年，卷入北魏朝廷的宫廷斗争，作者称这56年为“漫长的余生”。她最后被迫出家。或许是由于抚养过魏宣武帝、魏孝明帝，她于524年（北魏正光五年）去世后，由北魏官方专职写作的重要文人常景撰写墓志铭。1923年，该墓志出土于洛阳。

## 出版
2020年罗新开始写作。2021年春，罗新让上他课程的研究生参与讨论已写的章节。2022年7月由北京日报出版社出版。出版后罗新接受了界面新闻、中国新闻周刊和《扬子晚报》的专访。

## 评价和荣誉
- 李小江认为，“《余生》之长，长在分析。螺蛳壳里筑道场”，使用“相关性的历史陈述”、“相似性的个案分析”、“类比”三种方法，把史料连缀成一个故事。[4]
- 是豆瓣2022年度总榜第九名、历史类小说第一名。微信读书“2022年度最受关注图书”。